# Niceto Alcalá-Zamora
Niceto Alcalá-Zamora (ur. 6 lipca 1877 w Priego de Córdoba, zm. 18 lutego 1949 w Buenos Aires) – pierwszy prezydent Drugiej Republiki Hiszpańskiej od 1931 do 1936.
Z zawodu prawnik, od młodości działał w Partii Liberalnej, szybko zauważony jako wybijający się parlamentarzysta. Już w 1917 roku powierzono mu tekę ministra, a w 1922 kierował resortem obrony. Przez pewien czas służył również jako reprezentant Hiszpanii w Lidze Narodów.
Rozczarowany poparciem przez króla Alfonsa XIII puczu Primo de Rivery odsunął się na bok życia politycznego. W 1930 roku podczas spotkania z wyborcami w Walencji zadeklarował się jako zwolennik republiki.
Był jednym z akuszerów paktu z San Sebastián. W latach 1930–1931 więziony z powodu rzekomego udziału w antykrólewskiej rebelii. Po wyborach samorządowych w 1931 roku przewodniczył nielegalnemu rządowi tymczasowemu, który dokonał proklamacji II Republiki.
W grudniu 1931 roku wybrany przez Kortezy na prezydenta miażdżącą większością głosów, a 7 kwietnia 1936 roku zdjęty z urzędu przez parlament. Krok ten uzasadniano faktem, że Alcalá-Zamora podczas pełnienia swego urzędu dwukrotnie rozwiązał parlament, co w myśl konstytucji dawało deputowanym prawo do odwołania prezydenta.
Podczas wybuchu wojny domowej w lipcu 1936 roku przebywał w Skandynawii. Nie wrócił do kraju po tym, jak dowiedział się o splądrowaniu jego mieszkania i opróżnieniu konta bankowego przez przedstawicieli Frontu Ludowego. W międzyczasie pozbawiono go urzędu, wybierając na szefa państwa Manuela Diaza de Azañę.
Zamora osiadł we Francji, w której pozostał aż do 1940 roku. W tym samym roku udał się w czternastostomiesięczną podróż do Argentyny. Do Buenos Aires przybył w styczniu 1942 roku. Poświęcił się tam pisaniu pamiętników, książek oraz uczestnictwu w spotkaniach politycznych.
Nie skorzystał w ponawianych pod jego adresem ofert powrotu do Hiszpanii, mimo skoligacenia z generałem de Llano będącym stronnikiem reżimu.
Zmarł w Buenos Aires. W 1979 roku jego ciało przeniesiono do Madrytu, gdzie został pochowany na Cmentarzu Almudena.